# Lijst van kamstaartjes
Deze pagina beschrijft alle soorten uit de familie der kamstaartjes (Hahniidae).

## Alistra
Alistra Thorell, 1894
- Alistra astrolomae (Hickman, 1948)
- Alistra berlandi (Marples, 1955)
- Alistra centralis (Forster, 1970)
- Alistra inanga (Forster, 1970)
- Alistra longicauda Thorell, 1894
- Alistra mangareia (Forster, 1970)
- Alistra mendanai Brignoli, 1986
- Alistra myops (Simon, 1898)
- Alistra napua (Forster, 1970)
- Alistra opina (Forster, 1970)
- Alistra personata Ledoux, 2004
- Alistra pusilla (Rainbow, 1920)
- Alistra radleyi (Simon, 1898)
- Alistra reinga (Forster, 1970)
- Alistra stenura (Simon, 1898)
- Alistra sulawesensis Bosmans, 1992
- Alistra taprobanica (Simon, 1898)
- Alistra tuna (Forster, 1970)

## Amaloxenops
Amaloxenops Schiapelli & Gerschman, 1958
- Amaloxenops palmarum (Schiapelli & Gerschman, 1958)
- Amaloxenops vianai Schiapelli & Gerschman, 1958

## Antistea
Antistea Simon, 1898
- Antistea brunnea (Emerton, 1909)
- Antistea elegans (Blackwall, 1841)
  - Antistea elegans propinqua (Simon, 1875)

## Asiohahnia
Asiohahnia Ovtchinnikov, 1992
- Asiohahnia alatavica Ovtchinnikov, 1992
- Asiohahnia dzhungarica Ovtchinnikov, 1992
- Asiohahnia ketmenica Ovtchinnikov, 1992
- Asiohahnia longipes Ovtchinnikov, 1992
- Asiohahnia spinulata Ovtchinnikov, 1992

## Austrohahnia
Austrohahnia Mello-Leitão, 1942
- Austrohahnia praestans Mello-Leitão, 1942

## Calymmaria
Calymmaria Chamberlin & Ivie, 1937
- Calymmaria alleni Heiss & Draney, 2004
- Calymmaria aspenola Chamberlin & Ivie, 1942
- Calymmaria bifurcata Heiss & Draney, 2004
- Calymmaria californica (Banks, 1896)
- Calymmaria carmel Heiss & Draney, 2004
- Calymmaria emertoni (Simon, 1897)
- Calymmaria farallon Heiss & Draney, 2004
- Calymmaria gertschi Heiss & Draney, 2004
- Calymmaria humboldi Heiss & Draney, 2004
- Calymmaria iviei Heiss & Draney, 2004
- Calymmaria lora Chamberlin & Ivie, 1942
- Calymmaria minuta Heiss & Draney, 2004
- Calymmaria monicae Chamberlin & Ivie, 1937
- Calymmaria monterey Heiss & Draney, 2004
- Calymmaria nana (Simon, 1897)
- Calymmaria orick Heiss & Draney, 2004
- Calymmaria persica (Hentz, 1847)
- Calymmaria rosario Heiss & Draney, 2004
- Calymmaria rothi Heiss & Draney, 2004
- Calymmaria scotia Heiss & Draney, 2004
- Calymmaria sequoia Heiss & Draney, 2004
- Calymmaria shastae Chamberlin & Ivie, 1937
- Calymmaria sierra Heiss & Draney, 2004
- Calymmaria similaria Heiss & Draney, 2004
- Calymmaria siskiyou Heiss & Draney, 2004
- Calymmaria sueni Heiss & Draney, 2004
- Calymmaria suprema Chamberlin & Ivie, 1937
- Calymmaria tecate Heiss & Draney, 2004
- Calymmaria tubera Heiss & Draney, 2004
- Calymmaria virginica Heiss & Draney, 2004
- Calymmaria yolandae Heiss & Draney, 2004

## Cryphoeca
Cryphoeca Thorell, 1870
- Cryphoeca angularis Saito, 1934
- Cryphoeca brignolii Thaler, 1980
- Cryphoeca carpathica Herman, 1879
- Cryphoeca exlineae Roth, 1988
- Cryphoeca lichenum L. Koch, 1876
  - Cryphoeca lichenum nigerrima Thaler, 1978
- Cryphoeca montana Emerton, 1909
- Cryphoeca nivalis Schenkel, 1919
- Cryphoeca pirini (Drensky, 1921)
- Cryphoeca shingoi Ono, 2007
- Cryphoeca shinkaii Ono, 2007
- Cryphoeca silvicola (C. L. Koch, 1834)
- Cryphoeca thaleri Wunderlich, 1995

## Cryphoecina
Cryphoecina Deltshev, 1997
- Cryphoecina deelemanae Deltshev, 1997

## Cybaeolus
Cybaeolus Simon, 1884
- Cybaeolus delfini (Simon, 1904)
- Cybaeolus pusillus Simon, 1884
- Cybaeolus rastellus (Roth, 1967)

## Dirksia
Dirksia Chamberlin & Ivie, 1942
- Dirksia cinctipes (Banks, 1896)
- Dirksia pyrenaea (Simon, 1898)

## Ethobuella
Ethobuella Chamberlin & Ivie, 1937
- Ethobuella hespera Chamberlin & Ivie, 1937
- Ethobuella tuonops Chamberlin & Ivie, 1937

## Hahnia
Hahnia C. L. Koch, 1841
- Hahnia abrahami (Hewitt, 1915)
- Hahnia alini Tikader, 1964
- Hahnia arizonica Chamberlin & Ivie, 1942
- Hahnia banksi Fage, 1938
- Hahnia barbara Denis, 1937
- Hahnia barbata Bosmans, 1992
- Hahnia benoiti Bosmans & Thijs, 1980
- Hahnia breviducta Bosmans & Thijs, 1980
- Hahnia caeca (Georgescu & Sarbu, 1992)
- Hahnia caelebs Brignoli, 1978
- Hahnia cameroonensis Bosmans, 1987
- Hahnia candida Simon, 1875
- Hahnia carmelita Levy, 2007
- Hahnia cervicornata Wang & Zhang, 1986
- Hahnia chaoyangensis Zhu & Zhu, 1983
- Hahnia cinerea Emerton, 1890
- Hahnia clathrata Simon, 1898
- Hahnia corticicola Bösenberg & Strand, 1906
- Hahnia crozetensis Hickman, 1939
- Hahnia dewittei Bosmans, 1986
- Hahnia difficilis Harm, 1966
- Hahnia eburneensis Jocqué & Bosmans, 1982
- Hahnia eidmanni (Roewer, 1942)
- Hahnia falcata Wang, 1989
- Hahnia flagellifera Zhu, Chen & Sha, 1989
- Hahnia flaviceps Emerton, 1913
- Hahnia gigantea Bosmans, 1986
- Hahnia glacialis Sørensen, 1898
- Hahnia harmae Brignoli, 1977
- Hahnia hauseri Brignoli, 1978
- Hahnia helveola Simon, 1875
- Hahnia heterophthalma Simon, 1905
- Hahnia himalayaensis Hu & Zhang, 1990
- Hahnia inflata Benoit, 1978
- Hahnia innupta Brignoli, 1978
- Hahnia insulana Schenkel, 1938
- Hahnia isophthalma Mello-Leitão, 1941
- Hahnia jocquei Bosmans, 1982
- Hahnia laodiana Song, 1990
- Hahnia laticeps Simon, 1898
- Hahnia lehtineni Brignoli, 1978
- Hahnia leopoldi Bosmans, 1982
- Hahnia liangdangensis Tang, Yang & Kim, 1996
- Hahnia linderi Wunderlich, 1992
- Hahnia lobata Bosmans, 1981
- Hahnia maginii Brignoli, 1977
- Hahnia major Benoit, 1978
- Hahnia manengoubensis Bosmans, 1987
- Hahnia martialis Bösenberg & Strand, 1906
- Hahnia mauensis Bosmans, 1986
- Hahnia melloleitaoi Schiapelli & Gerschman, 1942
- Hahnia michaelseni Simon, 1902
- Hahnia microphthalma Snazell & Duffey, 1980
- Hahnia molossidis Brignoli, 1979
- Hahnia montana (Blackwall, 1841)
- Hahnia mridulae Tikader, 1970
- Hahnia musica Brignoli, 1978
- Hahnia naguaboi (Lehtinen, 1967)
- Hahnia nava (Blackwall, 1841)
- Hahnia nigricans Benoit, 1978
- Hahnia nobilis Opell & Beatty, 1976
- Hahnia obliquitibialis Bosmans, 1982
- Hahnia okefinokensis Chamberlin & Ivie, 1934
- Hahnia ononidum Simon, 1875
- Hahnia oreophila Simon, 1898
- Hahnia ovata Song & Zheng, 1982
- Hahnia petrobia Simon, 1875
- Hahnia picta Kulczynski, 1897
- Hahnia pinicola Arita, 1978
- Hahnia pusilla C. L. Koch, 1841
- Hahnia pusio Simon, 1898
- Hahnia pyriformis Yin & Wang, 1984
- Hahnia rossii Brignoli, 1977
- Hahnia sanjuanensis Exline, 1938
- Hahnia schubotzi Strand, 1913
- Hahnia sibirica Marusik, Hippa & Koponen, 1996
- Hahnia simoni Mello-Leitão, 1919
- Hahnia sirimoni Benoit, 1978
- Hahnia spasskyi Denis, 1958
- Hahnia spinata Benoit, 1978
- Hahnia tabulicola Simon, 1898
- Hahnia tatei (Gertsch, 1934)
- Hahnia thorntoni Brignoli, 1982
- Hahnia tikaderi Brignoli, 1978
- Hahnia tortuosa Song & Kim, 1991
- Hahnia tuybaana Barrion & Litsinger, 1995
- Hahnia ulyxis Brignoli, 1974
- Hahnia upembaensis Bosmans, 1986
- Hahnia vangoethemi Benoit, 1978
- Hahnia vanwaerebeki Bosmans, 1987
- Hahnia veracruzana Gertsch & Davis, 1940
- Hahnia xinjiangensis Wang & Liang, 1989
- Hahnia yueluensis Yin & Wang, 1983
- Hahnia zhejiangensis Song & Zheng, 1982
- Hahnia zodarioides (Simon, 1898)

## Harmiella
Harmiella Brignoli, 1979
- Harmiella schiapelliae Brignoli, 1979

## Iberina
Iberina Simon, 1881
- Iberina ljovuschkini Pichka, 1965
- Iberina mazarredoi Simon, 1881

## Intihuatana
Intihuatana Lehtinen, 1967
- Intihuatana antarctica (Simon, 1902)

## Kapanga
Kapanga Forster, 1970
- Kapanga alta Forster, 1970
- Kapanga festiva Forster, 1970
- Kapanga grana Forster, 1970
- Kapanga hickmani (Forster, 1964)
- Kapanga isulata (Forster, 1970)
- Kapanga luana Forster, 1970
- Kapanga mana Forster, 1970
- Kapanga manga Forster, 1970
- Kapanga solitaria (Bryant, 1935)
- Kapanga wiltoni Forster, 1970

## Lizarba
Lizarba Roth, 1967
- Lizarba separata Roth, 1967

## Neoantistea
Neoantistea Gertsch, 1934
- Neoantistea agilis (Keyserling, 1887)
- Neoantistea alachua Gertsch, 1946
- Neoantistea caporiaccoi Brignoli, 1976
- Neoantistea coconino Chamberlin & Ivie, 1942
- Neoantistea crandalli Gertsch, 1946
- Neoantistea gosiuta Gertsch, 1934
- Neoantistea hidalgoensis Opell & Beatty, 1976
- Neoantistea inaffecta Opell & Beatty, 1976
- Neoantistea jacalana Gertsch, 1946
- Neoantistea janetscheki Brignoli, 1976
- Neoantistea kaisaisa Barrion & Litsinger, 1995
- Neoantistea lyrica Opell & Beatty, 1976
- Neoantistea magna (Keyserling, 1887)
- Neoantistea maxima (Caporiacco, 1935)
- Neoantistea mulaiki Gertsch, 1946
- Neoantistea oklahomensis Opell & Beatty, 1976
- Neoantistea procteri Gertsch, 1946
- Neoantistea pueblensis Opell & Beatty, 1976
- Neoantistea quelpartensis Paik, 1958
- Neoantistea riparia (Keyserling, 1887)
- Neoantistea santana Chamberlin & Ivie, 1942
- Neoantistea spica Opell & Beatty, 1976
- Neoantistea unifistula Opell & Beatty, 1976

## Neoaviola
Neoaviola Butler, 1929
- Neoaviola insolens Butler, 1929

## Neocryphoeca
Neocryphoeca Roth, 1970
- Neocryphoeca beattyi Roth, 1970
- Neocryphoeca gertschi Roth, 1970

## Neohahnia
Neohahnia Mello-Leitão, 1917
- Neohahnia chibcha Heimer & Müller, 1988
- Neohahnia ernsti (Simon, 1897)
- Neohahnia palmicola Mello-Leitão, 1917
- Neohahnia sylviae Mello-Leitão, 1917

## Porioides
Porioides Forster, 1989
- Porioides rima (Forster, 1970)
- Porioides tasmani (Forster, 1970)

## Rinawa
Rinawa Forster, 1970
- Rinawa bola Forster, 1970
- Rinawa cantuaria Forster, 1970
- Rinawa otagoensis Forster, 1970
- Rinawa pula Forster, 1970

## Scotospilus
Scotospilus Simon, 1886
- Scotospilus ampullarius (Hickman, 1948)
- Scotospilus bicolor Simon, 1886
- Scotospilus divisus (Forster, 1970)
- Scotospilus maindroni (Simon, 1906)
- Scotospilus nelsonensis (Forster, 1970)
- Scotospilus plenus (Forster, 1970)
- Scotospilus wellingtoni (Hickman, 1948)
- Scotospilus westlandicus (Forster, 1970)

## Tuberta
Tuberta Simon, 1884
- Tuberta maerens (O. P.-Cambridge, 1863)
- Tuberta mirabilis (Thorell, 1871)

## Willisus
Willisus Roth, 1981
- Willisus gertschi Roth, 1981